# Ibiporã (kommun)
Ibiporã är en kommun i Brasilien.   Den ligger i delstaten Paraná, i den södra delen av landet, 900 km söder om huvudstaden Brasília. Antalet invånare är 48 200.
Följande samhällen finns i Ibiporã:
- Ibiporã

Omgivningarna runt Ibiporã är en mosaik av jordbruksmark och naturlig växtlighet. Runt Ibiporã är det ganska tätbefolkat, med 129 invånare per kvadratkilometer.